# Coptotermes
Coptotermes là một chi mối trong họ Rhinotermitidae. Có khoảng 71 loài, trong đó có nhiều loài gây hại phá hoại kinh tế. Chi này được cho là có nguồn gốc ở Đông Nam Á. Mối thợ từ chi này kiếm ăn dưới lòng đất và di chuyển trong các đường hầm có mái che mà chúng xây dọc trên bề mặt.
Ở Úc, các tập đoàn Coptotermes đôi khi là nơi cư trú của loài mối ký sinh, Ahamitermes. vật chủ và vật ký sinh sống ở các phần riêng biệt của tổ gò đất và đối kháng lẫn nhau. Ahamitermes sống ở những phần trong cùng của tổ và ăn vật liệu "thùng carton" mà các phòng trưng bày được lót bao gồm các hạt đất, gỗ nhai và xenlulo, liên kết với nhau bằng nước bọt và phân. Do đó, chúng phụ thuộc vào vật chủ về cả thức ăn và nhà của chúng và không được tìm thấy trong bất kỳ tình huống nào khác.

## Các loài
Danh sách loài không đầy đủ: 
- Coptotermes acinaciformis
- Coptotermes brunneus
- Coptotermes ceylonicus
- Coptotermes curvignathis Holmgren
- Coptotermes elisae
- Coptotermes emersoni
- Coptotermes formosanus
- Coptotermes frenchi
- Coptotermes gaurii
- Coptotermes gestroi
- Coptotermes havilandi
- Coptotermes heimi
- Coptotermes kalshoveni
- Coptotermes lacteus
- Coptotermes parvulus Holmgren